# Gyursánszky Gábor
Gyursánszky Gábor (Budapest, 1965. október 3.– világbajnoki második helyezett kenus és világbajnoki harmadik helyezett vízisíelő. Minden idők legeredményesebb magyar vízisíelője.

## Sportpályafutása

### Kenuzás
1975-ben kezdett kenuzni a BSE (Budapesti Sportegyesület) egyesületben, de rövid időt követően 1976-ban a Budapesti Építők SC versenyzője lett és kenus karrierje befejezéséig Feövenyessy Attila volt az edzője. 1987-ben páros kenuban Nádasdi Zsolttal került be a válogatott keretbe és pályafutásának befejezéséig, 1992-ig annak tagjai voltak. 1987-ben, 1988-ban, 1989-ben és 1990-ben kenu kettesben megnyerték a Maraton Világkupát. 1988-ban az első Maratoni Világbajnokságon Nottingham-ben egy hajót ért sérülés miatt negyedikek lettek.  1990-ben Koppenhágában a második Maraton Világbajnokságon kenu ketteseben a dán (Arne Nielsson, Christian Frederiksen) kettős mögött a második helyet érték el.
A Maratoni Világbajnokságot követően 10.000 m-en Dunavarsányban egy összelövésen alulmaradtak a Szabó Lajos–Gyulai István párossal szemben, így nem ők indultak a Poznańban rendezett síkvízi kaja-kenu világbajnokságon. Ebben az évben  az Építők SC. kajak-kenu szakosztálya megszűnt, ezért még abban az évben Nádasdi Zsolttal MSE (Maraton Sportegyesület) néven saját egyesületet alapítottak és szponzori támogatások segítségével sikerült még két évig válogatott szinten versenyezniük.

### Vízisíelés
1992-ben kezdett el Dunaharasztiban az Universum Campingben található vízisípályán vízisíelni. 1993-ban Kassán már elindult a Szlovák Bajnokságon, ahol 10. helyezett lett. 1995-ben a sportág első magyarországi rendezésű Európa-bajnokságán, Dunaharasztiban az Universum Campingben található vízisípályán a hetedik helyezést érte el. 1998-ban rendezték meg először a kábel vízisíelés első világbajnokságát Németországban, Sankt Leon-Roth-ban, ahol szlalomban a 3. helyezést érte el. Ebben az időben az a pletyka reppent fel, hogy a vízisíelés felkerülhet az olimpiai sportágak közé, ami hatalmas lökést adott volna a vízisísportágnak, de ez nem valósult meg. 2003-ban egy hátsérülés miatt abba kellett hagynia az komoly edzéseket, versenyzést és azóta csak kedvtelésből vízisíel, és a dunavarsányi vízisípályán vízisíelést oktat.

### Egyéb munkássága
1991-ben Lacfi Ágival, Your People Model and Hostess Service néven megalapították az első magyarországi hostess- és modellügynökséget. Legnagyobb megbízójuk a Philip Morris volt. Az addig még Magyarországon ismeretlen bolti- és szórakozóhelyi promóciók szervezésén felül a leghíresebb munkájuk a Formula–1 Budapesti Nagydíjon dolgozott Marlboro-s grid girl-ök és más hostessek biztosítása volt. A nagy létszámot igénylő promóciók szervezése miatt évente, több tízezer egyetemista és főiskolás fiatal fordult meg az ügynökségnél. A cég később nevet változtatott és Createam Reklámügynökség néven a Coca Cola-nak, Unilevernek és sok más multinacionális cégnek szervezett több száz fős országos promóciókat, valamint olyan nagynevű rendezvényeket terveztek és bonyolítottak le, mint az első magyarországi Red Bull Ládaderby, Red Bull Röpnapok vagy a 2006-ban négy metró állomáson szervezett és bemutatott – Ezüst Pengével díjazott- Puma Subway Party. 2013-ban adta el az általa alapított Createam Reklámügynökség általa birtokolt tulajdonrészét, azóta online marketinggel és vízisíoktatással foglalkozik.
2004-ben a TV2 felkérte a Nagy Ő sorozat harmadik részében a férfi főszerepre, amit elvállalt.
Modellként is rész vett fotózásokon a német Sport Shcuster, az Ofotért és a Creation Vargas kampányaiban is találkozhattunk vele.